# Chionaspis saitamaensis
Chionaspis saitamaensis är en insektsart som beskrevs av Kuwana 1928. Chionaspis saitamaensis ingår i släktet Chionaspis och familjen pansarsköldlöss. Inga underarter finns listade i Catalogue of Life.